# Поночовний Артем Леонідович
Артем Леонідович Поночовний — старший солдат підрозділу Збройних Сил України, учасник російсько-української війни, який загинув у ході російського вторгнення в Україну.

## Життєпис
Народився 1 серпня 1987 року в м. Нікополі на Дніпропетровщині. 
З початком бойових дій на сході України приєднався до Збройних Сил України ще у 2014 році та обороняв рідну країну у складі 92-ї окремої механізованої бригади імені кошового отамана Івана Сірка. 
З 2018 року навчався на Нікопольському факультеті Українського державного університету науки і технологій (УДУНТ) (група МЕ915-17). У червні 2022 року мав захистити диплом бакалавра. З початком російського вторгнення в Україну проходив військову службу на передовій. 
Загинув 25 березня 2022 року в боях за м. Харків. Прощання із загиблим проходило 30 березня 2022 року в Храмі святого правовірного Петра Калнишевського у м. Нікополі.

## Нагороди
- орден За мужність III ступеня (2022, посмертно) — за особисту мужність і самовіддані дії, виявлені у захисті державного суверенітету та територіальної цілісності України, вірність військовій присязі[4].